# بایووال
بایووال (به فرانسوی: Bailleulval) یک کمون (فرانسه) در فرانسه است که در پا-دو-کاله واقع شده‌است. بایووال ۵٫۴۱ کیلومتر مربع مساحت دارد ۱۲۵ متر بالاتر از سطح دریا واقع شده‌است.